# Lucha libre profesional
La lucha libre profesional (pro wrestling en inglés, pressing catch en Españao cachascán en Perú) es un entretenimiento deportivo en forma de performance que combina disciplinas de combate y artes escénicas, basándose en ellas para representar combates cuerpo a cuerpo, por lo general con historias y rivalidades que enfrentan a los heel (o «rudos») y a los face (o «técnicos»), siendo los primeros quienes representan al villano/a, y los segundos al héroe/heroína. Quienes escriben las rivalidades y planean los combates son denominados bookers, y a pesar de ser los que desarrollan prácticamente todo el show, la coreografía de combate no es hecha por ellos, sino por los mismos luchadores.
La lucha libre profesional es especialmente famosa en países como Japón, México, Australia, Canadá, Puerto Rico, Estados Unidos, Nueva Zelanda y Reino Unido. Aunque en menor medida, también goza de una cantidad de aficionados en Rusia, Austria, Chile, España, Francia y Alemania.
Las figuras de alto nivel de la lucha libre profesional se convierten en celebridades o iconos populares. Aunque la lucha libre comenzó con pequeños actos en circos y ferias ambulantes, hoy en día es una industria que mueve millones de dólares. Los ingresos provienen de la venta de entradas, emisiones de televisión, merchandising (artículos de promoción comercial), etc. Recientemente, también se está empleando la difusión por Internet y otros métodos. Además, la lucha libre fue pionera en hacer de los pago por visión una fuente viable de distribución de contenidos. Eventos como WrestleMania,  Wrestle Kingdom, ROH Final Battle, Bound for Glory, Royal Rumble, Triplemanía, Guerra de Titanes y Aniversario del CMLL son los mayores PPV de cada año. Las ventas de vídeos caseros dominan Billboard charts, con un ranking de 3 a 9 en el top 10 de cada semana.
Actualmente, la mayor empresa de lucha libre profesional es la World Wrestling Entertainment (WWE), con base en los Estados Unidos. Esta empresa es famosa por haber absorbido compañías más pequeñas, como las extintas World Championship Wrestling y Extreme Championship Wrestling. Otras empresas populares son All Elite Wrestling, Major League Wrestling, Total Nonstop Action Wrestling, Ring of Honor. Por su parte, en México destacan el Consejo Mundial de Lucha Libre, Lucha Libre AAA Worldwide, The Crash y la International Wrestling Revolution Group (IWRG); mientras que en Japón lo hacen la New Japan Pro-Wrestling, All Japan Pro Wrestling, Pro Wrestling NOAH, Dragon Gate, DDT Pro-Wrestling y World Wonder Ring Stardom.

## Orígenes
Sus orígenes datan de los carnavales y music halls del siglo XIX, en los que tenían lugar demostraciones de forma física y fuerza. La lucha libre profesional moderna usualmente posee rasgos de agarre y acrobacias aéreas, así como varios estilos de artes marciales. Durante la mayor parte del siglo, los promotores y participantes de la lucha libre argumentaban que la competición era completamente real. Cualquier pretensión de competición fue abandonada al final de la década de 1990, cuando la entonces World Wrestling Federation de Vince McMahon comenzó a describir sus eventos como solo «entretenimiento deportivo», junto a un cambio formal de nombre hacia World Wrestling Entertainment.

## Formas de ganar
Existen varias formas de ganar un combate de lucha libre, las cuales son:

### Pinfall

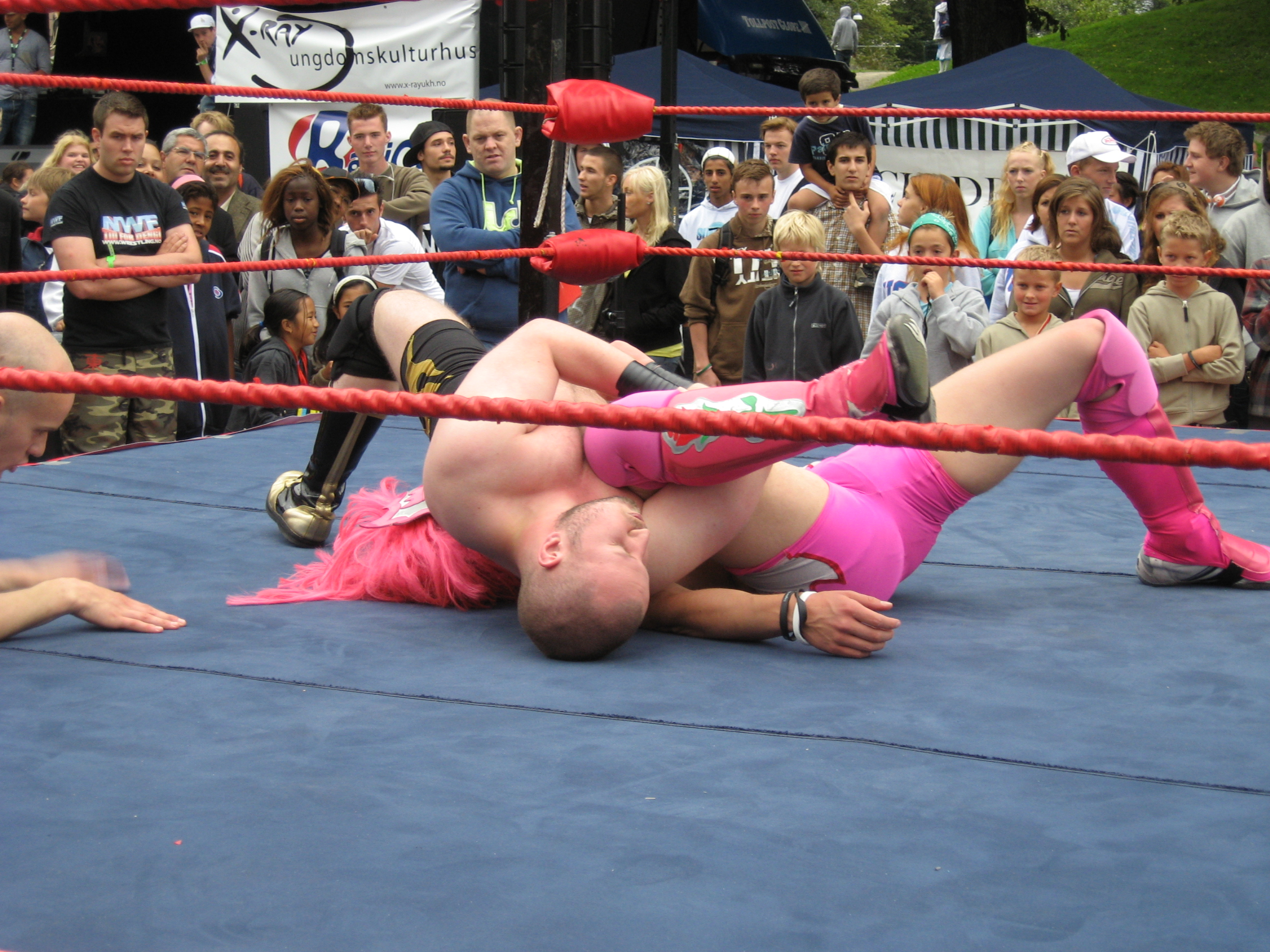
Un ejemplo de pinfall.

Para ganar por pinfall -o cuenta de tres- un luchador debe colocar los hombros de su oponente en la lona y mantenerlo en esa posición mientras el árbitro golpea la lona tres veces. Esta es la forma más común para ganar una lucha. Si los hombros de un luchador están caídos (ambos hombros tocando la lona) y cualquier parte del luchador oponente lo está tocando, es completamente legal realizar el pinfall. Métodos ilegales de pinfalls son utilizar las cuerdas para mayor poder y sostener los pantalones del oponente, estos son métodos populares por los rudos o heels. En muy raras ocasiones los árbitros logran ver estas situaciones y en la gran mayoría de los casos los luchadores técnicos o face deben pagar las consecuencias, perdiendo las luchas.
Existen ocasiones en que los hombros de ambos luchadores estuvieron en la lona al momento de realizar el conteo de 3. Esta situación la mayoría de las veces lleva a declarar un empate, y en algunos casos se programa una lucha en el futuro para determinar al ganador.

### Sumisión

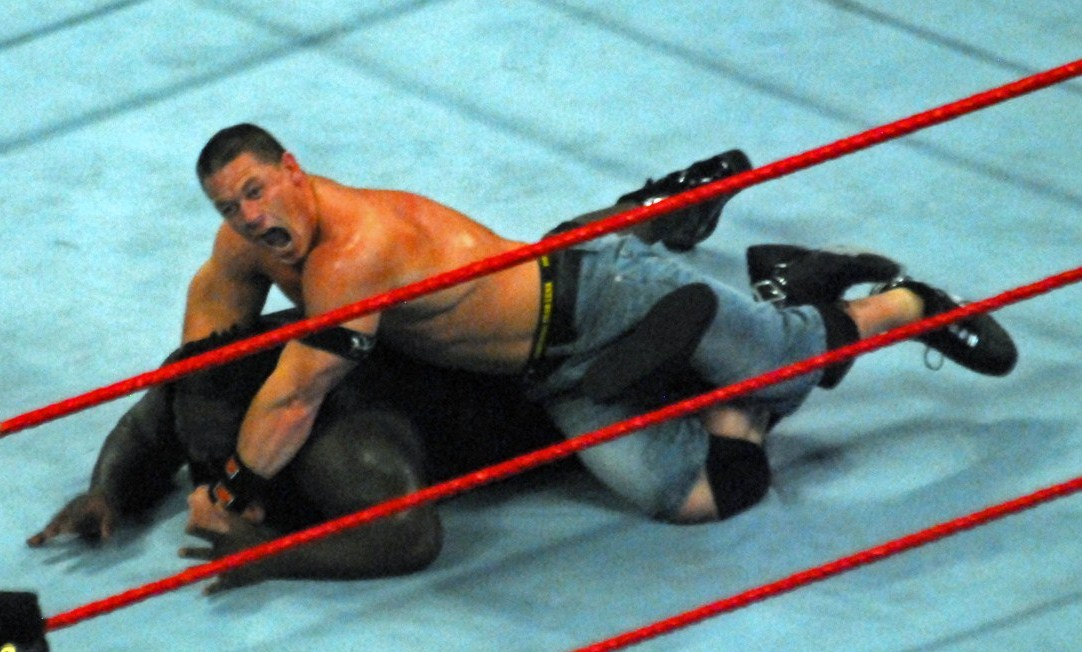
John Cena aplicando la sumisión STF contra Mark Henry.

Para ganar por rendición, el luchador debe hacer que su oponente diga "Give Up" ("Me Rindo"), normalmente, pero no necesariamente, aplicándole una llave de rendición.
Al quedar inconsciente en una llave de rendición lleva a una derrota por nocaut. Para determinar si un oponente está noqueado, el árbitro levanta el brazo del luchador y lo deja caer. Si deja caer el brazo 3 veces y el luchador no tiene la fuerza para detener la caída de su brazo, el luchador es considerado en estado KO.
Además, un luchador puede indicar la rendición con tap out o tapping out, esto es, tocando varias veces la lona o al luchador que le aplica la llave con una mano libre. El tap out es comúnmente utilizado en la lucha profesional para que el público pueda ver la rendición, ya que no siempre es posible oír a un luchador decir "me rindo".

### Count-out
Un count-out es si un luchador permanece fuera del ring hasta después de que el árbitro logre llegar a la cuenta de 10 (en México y en Japón es de 20 segundos). El conteo se termina cuando el luchador coloca sus dos pies de vuelta en el ring. Si ambos luchadores están fuera del ring, el conteo se inicia para ambos. Una táctica muy común, para lograr más tiempo fuera del ring, es que un luchador entre al ring e inmediatamente salga, para reiniciar la cuenta. Si ambos luchadores permanecen fuera del ring cuando la cuenta llegue a 10, ambos son descalificados y se denomina "Doble Countout" o "Empate Imposible". En México basta con que el rival contrario este fuera del ring para iniciar el conteo de 20 segundos. Si es en lucha de parejas o de relevos australianos el conteo se inicia cuando los contrarios están fuera del ring y no suben para continuar el combate.
Si ambos luchadores están tumbados en la lona y no se mueven, el árbitro puede comenzar un conteo de 10 hasta que alguno de los luchadores se ponga de pie. Pero si los dos están tumbados de espalda y uno de ellos tiene su mano o brazo sobre el contrario se inicia el conteo de los tres segundos (Pin). Si un luchador se logra poner de pie, el conteo se termina de inmediato. Si ninguno de los luchadores logra ponerse de pie, es considerado un empate, conocido como "Doble KO" o, de forma incorrecta, "En ring count-out". En algunas ocasiones esto es utilizado para que el público participe, apoyando a su luchador favorito para que se ponga de pie.
La regla del count-out también indica que un luchador no puede ganar si cualquier parte del luchador oponente está fuera del ring o tocando las cuerdas. Esto sirve para salvarse de pinfalls y llaves de rendición, poniendo cualquier parte del cuerpo tocando las cuerdas.
En una lucha de campeonato a pesar de que el count-out cuenta como victoria, no permite el cambio de campeón. En México el luchador campeón pierde el campeonato quedando vacante el título.

### Descalificación
Una descalificación (a veces abreviada como "DQ") puede ser causada por numerosas razones:
- Utilizar llaves o movimientos ilegales, no liberar al oponente mientras este está tocando las cuerdas, asfixiar o golpear varias veces con el puño cerrado. Estas violaciones llevan a que el árbitro inicie un conteo de 5, si el luchador no libera la llave ilegal causará una descalificación.
- Cualquier ataque de una persona externa a la lucha, con contacto físico (si la persona que va a intervenir es sacada del ring por el árbitro o por un luchador, no es descalificación). Si la intervención es a favor de un luchador, es él el descalificado, y si ataca a ambos por igual el combate se suspende.
- Golpear al oponente con un objeto externo (silla, cadena, manopla, mazo, etc.).
- Un golpe bajo (a la entrepierna) directo.
- Golpear al árbitro intencionalmente o, en casos extremos, la mayoría de las veces en luchas de árbitro especial, tocar al árbitro. Si el árbitro ha sido golpeado por accidente en los casos en los que esto es demostrable no es descalificación.
- Atacar el ojo del oponente, ya sea golpeándolo, picoteándolo o cualquier otra manera.
- Quitar la máscara de un luchador (en México).

En la práctica, las reglas son violadas muchas veces, sin ameritar una descalificación, ya sea porque el árbitro fue distraído o porque no vio el ataque, o simplemente vio el ataque pero decidió continuar el combate. En la WWE, un árbitro debe ver la falta con sus propios ojos para ameritar una descalificación. Es muy común que los árbitros sean noqueados durante la lucha. Mientras el árbitro permanece "inconsciente", las reglas son casi siempre violadas. En algunos casos mientras el árbitro permanece noqueado, un luchador realiza un pinfall sobre su oponente, logrando un tiempo de más de 3 segundos, pero, debido al estado del árbitro, no puede ganar la lucha y se ve obligado a continuar luchando.
Si todos los participantes de una lucha hacen caso omiso a las advertencias del árbitro, la lucha puede terminar en una doble descalificación.

## Estilos de lucha libre profesional

### Lucha libre mexicana
En otros idiomas, la frase en español lucha libre es usada para describir la lucha profesional de México, dado que su estilo es muy diferente del resto del mundo. En dicho país se utiliza más el llaveo y la lucha aérea. Los antecedentes de la lucha libre mexicana se remontan hacia 1863 durante la Intervención francesa en México, cuando Enrique Ugartechea, quien es considerado como el padre de la lucha mexicana, la desarrolló e inventó a partir de la lucha grecorromana.
Los primeros combates eran a ras de lona haciendo gala de llaves y golpes contusos. Incluso se usaban sillas metálicas y botellas de vidrio. La primera evolución del ras de lona a la lucha acrobática o aérea la dio Black Shadow quien hacia una especie de mortal hacia afuera del ring sin tomar vuelo. Los mortales o lances suicidas llegaron con más peligrosidad de la mano de El Solitario, quien tomaba vuelo y se impulsaba por encima de la tercera cuerda sin tocarla. También el hacia los primeros lances desde el poste de las esquinas hacia afuera.

### Lucha libre japonesa
El puroresu, que es un término popular en la cultura luchística de Japón, es un deporte de combate que mezcla golpes de artes marciales con complejas y peligrosas llaves de sumisión y otros tipos de movimientos de lucha libre como lucha amateur y lucha de sumisión. También presenta maniobras aéreas muy al estilo de la lucha libre mexicana. A lo largo de los años, varias empresas se han fundado y cerrado, pero unas cuantas permanecen populares y prósperas; en la actualidad, las mayores promociones niponas son New Japan Pro-Wrestling, Dragon Gate, Pro Wrestling NOAH, DDT Pro-Wrestling y World Wonder Ring Stardom, seguidas por Pro Wrestling ZERO1 y All Japan Pro Wrestling.
El Tokyo Dome es otro símbolo de la lucha libre japonesa y del mundo siendo el recinto principal donde la NJPW lleva a cabo sus eventos, tal como el Madison Square Garden lo fue de WWE en sus primeras décadas de existencia.

## Promociones
La siguiente es una lista de promociones de lucha libre profesional en los países con más historia. No se incluyen promociones independientes.
| País           | En activo | Desaparecidas                                                                                                |
| -------------- | --- | --- |
| Australia      | - Australasian Wrestling Federation - International Wrestling Australia                                                                                           | - World Championship Wrestling                                                                               |
| Canadá         | - Maple Leaf Pro Wrestling - Great Canadian Wrestling | - Stampede Wrestling                                                                                         |
| Estados Unidos | - All Elite Wrestling - Combat Zone Wrestling - GCW - Major League Wrestling - National Wrestling Alliance - Ring of Honor - Total Nonstop Action Wrestling - WWE | - Extreme Championship Wrestling - Global Force Wrestling - Lucha Underground - World Championship Wrestling |
| Japón          | - All Japan Pro Wrestling - DDT Pro-Wrestling - Dragon Gate - New Japan Pro-Wrestling                                                                             | - All Japan Women's Pro-Wrestling - HUSTLE - WRESTLE-1                                                       |
| México         | - Alianza Universal de Lucha Libre - Consejo Mundial de Lucha Libre - Lucha Libre AAA Worldwide - International Wrestling Revolution Group - The Crash            | - International Wrestling League - Universal Wrestling Association                                           |
| Puerto Rico    | - World Wrestling Council | - La Liga Wrestling                                                                                          |
| Reino Unido    | - All Star Wrestling - Insane Championship Wrestling - International Pro Wrestling: United Kingdom - Progress Wrestling                                           | - Pro Wrestling Pride - World of Sport Wrestling - XWA                                                       |

## Convenciones de la industria
Las presentaciones de lucha libre profesional se rigen principalmente por un guion y una historia general ideada por los productores, que a menudo son luchadores profesionales. Los eventos de la vida real, como el estado del contrato de un luchador y las lesiones legítimas, pueden incorporarse en las historias, y algunos luchadores integran elementos de sus personalidades o antecedentes genuinos en sus presentaciones o personajes.

### «Kayfabe»
Se conoce como kayfabe a la práctica de simular que la lucha libre profesional es un deporte de combate real, como lo son las artes marciales mixtas, el boxeo o el taekwondo. Los luchadores negaban rotundamente las acusaciones de amañar los combates y solían mantener su personaje en público incluso cuando no estaban actuando. En público, los luchadores a veces se decían kayfabe entre sí como señal codificada de que había aficionados presentes para quienes debían estar dentro del personaje. Los luchadores profesionales del pasado creían firmemente que si admitían la verdad, su público los abandonaría; por ello, las promotoras a menudo han disciplinado o castigado a los luchadores por romper el kayfabe.
El primer promotor en admitir públicamente que amañaba combates rutinariamente fue Jack Pfefer. En 1933, Pfefer comenzó a hablar sobre el funcionamiento interno de la industria en el New York Daily Mirror, lo que resultó en una gran revelación. Ello no sorprendió ni alienó a la mayoría de los simpatizantes, aunque algunos promotores como Jack Curley estaban furiosos e intentaron restaurar la fachada del kayfabe lo mejor que pudieron. En 1989, Vince McMahon testificó ante el gobierno de Nueva Jersey que la lucha libre profesional no era un deporte real y, por lo tanto, debería estar exenta de impuestos relacionados con el ámbito deportivo. Muchas personas se sintieron resentidas con McMahon por esto, pero Lou Thesz lo aceptó como una decisión inteligente, ya que le dio a la industria más libertad para hacer lo que quisiera, y porque para entonces la lucha libre profesional ya no intentaba parecer real.
La desaparición de WCW en 2001 demostró que el kayfabe aún tenía cierta importancia. Vince Russo, el jefe de la promoción en 2000, ignoró por completo el kayfabe al discutir habitualmente asuntos de negocios y política de oficina en público.

### «Entretenimiento deportivo»
El concepto del kayfabe en la lucha libre profesional se ha visto cada vez más cuestionada por el concepto moderno de entretenimiento deportivo, que reconoce abiertamente la naturaleza predeterminada de la industria luchística y celebra sus raíces tanto en el deporte competitivo como en el teatro dramático. El término «entretenimiento deportivo» fue acuñado por entonces presidente de la World Wrestling Federation, Vince McMahon, durante la década de 1980 como un término de marketing para describir la industria de la lucha libre profesional, principalmente a posibles anunciantes; sin embargo, sus precursores se remontan al menos a febrero de 1935, cuando el editor deportivo del Toronto Star Lou Marsh ya había utilizado el término. En 1989, la WWF utilizó la frase en un caso ante el Senado de Nueva Jersey para clasificar la lucha libre profesional como «entretenimiento deportivo» y, por lo tanto, no sujeta a regulación como un deporte de competición directa.
El hecho de que la lucha libre profesional sea un deporte genuino a menudo refleja un debate más amplio sobre la naturaleza y las cualidades de un deporte categóricamente. Algunos comentaristas y analistas identifican puntos en común entre la lucha libre profesional y otros deportes, como que el rendimiento implica una «actividad física regida por un conjunto de normas y costumbres» y que aún existe competencia entre los luchadores profesionales en cuanto a sus actuaciones. Otros replican que, si bien la lucha libre profesional es comparable en sus exigencias físicas y atléticas —incluidos los «valores compartidos de resiliencia y excelencia» y riesgos similares de lesiones corporales— su naturaleza de guion prevalece sobre una de las supuestas características definitorias de un deporte: la competencia genuina por el resultado.

## Riesgo de lesiones y muerte
Aunque popularmente se entiende que la lucha libre profesional está coreografiada, existe una alta probabilidad de sufrir lesiones e incluso la muerte. El ring suele estar hecho de tablones de madera de 5 por 20 cm (2 por 8 pulgadas). Ha habido muchos accidentes, golpes y lesiones brutales que a lo largo de la historia han cobrado la vida de cientos de atletas. Muchas de las lesiones que ocurren son lesiones de hombros, rodillas, espalda, cuello y costillas. El luchador profesional Davey Richards dijo en 2015: "Entrenamos para recibir daño, sabemos que vamos a recibir daño y lo aceptamos".
Muchas promociones nombran a sus empleados como "contratistas independientes" y en la mayoría de los casos no ofrecen cobertura de seguro médico grupal patrocinado por la empresa. Se dice que esto tiene una conexión causal con su longevidad, morbilidad y mortalidad. John Oliver destacó el estatus del roster de WWE como contratistas independientes en un episodio de su programa Last Week Tonight with John Oliver en marzo de 2019, con Oliver pidiendo a los aficionados que protestaran en WrestleMania 35. En 2022, Bret Hart y Kevin Nash hablaron sobre la muerte prematura de varios luchadores, mencionando el daño mental y corporal como posibles causas.